# C16H15N
化学式C16H15N的化合物（摩尔质量：221.303 g/mol）可以指：
- 地佐环平（MK-801），CAS号：6907-59-1
- 1-乙基-2-苯基吲哚，CAS号：13228-39-2
- 4-丙基-4'-氰基联苯，CAS号：58743-76-3

|  | 这个同类索引页列出了具有相同分子式的化学物（即同分異構體）条目。 除非您是有意链接至本页，否则应将相应条目的内部链接指向正确的条目。 |